# 9.ª etapa del Tour de Francia 2018
La 9.ª etapa del Tour de Francia 2018 tuvo lugar el 15 de julio de 2018 entre Arrás y Roubaix sobre un recorrido de 156 km y fue ganada por el ciclista alemán John Degenkolb del equipo Trek-Segafredo. El ciclista belga Greg Van Avermaet del equipo BMC Racing conservó el maillot jaune.

## Clasificación de la etapa
| \| Clasificación de la etapa \| Clasificación de la etapa \| Clasificación de la etapa \| Clasificación de la etapa \| Clasificación de la etapa \| \| Ciclista \| Ciclista \| Equipo \| Tiempo \| \| \| ------------------------- \| ------------------------- \| ------------------------- \| ------------------------- \| ------------------------- \| \| 1.º \| John Degenkolb \| Trek-Segafredo \| 3 h 24 min 26 s \| \| \| 2.º \| Greg Van Avermaet \| BMC Racing Team \| + 0 s \| \| \| 3.º \| Yves Lampaert \| Quick-Step Floors \| + 0 s \| \| \| 4.º \| Philippe Gilbert \| Quick-Step Floors \| + 19 s \| \| \| 5.º \| Peter Sagan \| Bora-Hansgrohe \| + 19 s \| \| \| 6.º \| Jasper Stuyven \| Trek-Segafredo \| + 19 s \| \| \| 7.º \| Bob Jungels \| Quick-Step Floors \| + 19 s \| \| \| 8.º \| André Greipel \| Lotto-Soudal \| + 27 s \| \| \| 9.º \| Edvald Boasson Hagen \| Dimension Data \| + 27 s \| \| \| 10.º \| Timothy Dupont \| Wanty-Groupe Gobert \| + 27 s \| \| |                      |                     |                 |
| |                      |                     |                 |
| Fuente: ProCyclingStats |                      |                     |                 |
| Clasificación de la etapa |                      |                     |                 |
| Ciclista | Ciclista             | Equipo              | Tiempo          |
| 1.º | John Degenkolb       | Trek-Segafredo      | 3 h 24 min 26 s |
| 2.º | Greg Van Avermaet    | BMC Racing Team     | + 0 s           |
| 3.º | Yves Lampaert        | Quick-Step Floors   | + 0 s           |
| 4.º | Philippe Gilbert     | Quick-Step Floors   | + 19 s          |
| 5.º | Peter Sagan          | Bora-Hansgrohe      | + 19 s          |
| 6.º | Jasper Stuyven       | Trek-Segafredo      | + 19 s          |
| 7.º | Bob Jungels          | Quick-Step Floors   | + 19 s          |
| 8.º | André Greipel        | Lotto-Soudal        | + 27 s          |
| 9.º | Edvald Boasson Hagen | Dimension Data      | + 27 s          |
| 10.º | Timothy Dupont       | Wanty-Groupe Gobert | + 27 s          |

## Clasificaciones al final de la etapa

### Clasificación general(Maillot Jaune)
| \| Clasificación general \| Clasificación general \| Clasificación general \| Clasificación general \| Clasificación general \| \| Ciclista \| Ciclista \| Equipo \| Tiempo \| \| \| --------------------- \| --------------------- \| --------------------- \| --------------------- \| --------------------- \| \| 1.º \| Greg Van Avermaet \| BMC Racing Team \| 36 h 07 min 17 s \| \| \| 2.º \| Geraint Thomas \| Team Sky \| + 43 s \| \| \| 3.º \| Philippe Gilbert \| Quick-Step Floors \| + 44 s \| \| \| 4.º \| Bob Jungels \| Quick-Step Floors \| + 50 s \| \| \| 5.º \| Alejandro Valverde \| Movistar Team \| + 1 min 31 s \| \| \| 6.º \| Rafał Majka \| Bora-Hansgrohe \| + 1 min 32 s \| \| \| 7.º \| Jakob Fuglsang \| Astana \| + 1 min 33 s \| \| \| 8.º \| Chris Froome \| Team Sky \| + 1 min 42 s \| \| \| 9.º \| Adam Yates \| Mitchelton-Scott \| + 1 min 42 s \| \| \| 10.º \| Mikel Landa \| Movistar Team \| + 1 min 42 s \| \| |                    |                   |                  |
| |                    |                   |                  |
| Fuente: ProCyclingStats |                    |                   |                  |
| Clasificación general |                    |                   |                  |
| Ciclista | Ciclista           | Equipo            | Tiempo           |
| 1.º | Greg Van Avermaet  | BMC Racing Team   | 36 h 07 min 17 s |
| 2.º | Geraint Thomas     | Team Sky          | + 43 s           |
| 3.º | Philippe Gilbert   | Quick-Step Floors | + 44 s           |
| 4.º | Bob Jungels        | Quick-Step Floors | + 50 s           |
| 5.º | Alejandro Valverde | Movistar Team     | + 1 min 31 s     |
| 6.º | Rafał Majka        | Bora-Hansgrohe    | + 1 min 32 s     |
| 7.º | Jakob Fuglsang     | Astana            | + 1 min 33 s     |
| 8.º | Chris Froome       | Team Sky          | + 1 min 42 s     |
| 9.º | Adam Yates         | Mitchelton-Scott  | + 1 min 42 s     |
| 10.º | Mikel Landa        | Movistar Team     | + 1 min 42 s     |

### Clasificación por puntos(Maillot Vert)
| Clasificación por puntos | Clasificación por puntos | Clasificación por puntos | Clasificación por puntos | Clasificación por puntos |
| Ciclista                 | Ciclista                 | Equipo                   | Puntos                   |                          |
| ------------------------ | ------------------------ | ------------------------ | ------------------------ | ------------------------ |
| 1.º                      | Peter Sagan              | Bora-Hansgrohe           | 299 pts                  |                          |
| 2.º                      | Fernando Gaviria         | Quick-Step Floors        | 218 pts                  |                          |
| 3.º                      | Dylan Groenewegen        | LottoNL-Jumbo            | 132 pts                  |                          |
| 4.º                      | Alexander Kristoff       | UAE Team Emirates        | 129 pts                  |                          |
| 5.º                      | Arnaud Démare            | Groupama-FDJ             | 106 pts                  |                          |
| 6.º                      | André Greipel            | Lotto-Soudal             | 106 pts                  |                          |
| 7.º                      | John Degenkolb           | Trek-Segafredo           | 100 pts                  |                          |
| 8.º                      | Andrea Pasqualon         | Wanty-Groupe Gobert      | 72 pts                   |                          |
| 9.º                      | Sonny Colbrelli          | Bahrain-Merida           | 64 pts                   |                          |
| 10.º                     | Philippe Gilbert         | Quick-Step Floors        | 55 pts                   |                          |

### Clasificación de la montaña(Maillot à Pois Rouges)
| Clasificación de la montaña | Clasificación de la montaña | Clasificación de la montaña | Clasificación de la montaña | Clasificación de la montaña |
| Ciclista                    | Ciclista                    | Equipo                      | Puntos                      |                             |
| --------------------------- | --------------------------- | --------------------------- | --------------------------- | --------------------------- |
| 1.º                         | Toms Skujiņš                | Trek-Segafredo              | 6 pts                       |                             |
| 2.º                         | Sylvain Chavanel            | Direct Énergie              | 4 pts                       |                             |
| 3.º                         | Dion Smith                  | Wanty-Groupe Gobert         | 4 pts                       |                             |
| 4.º                         | Lilian Calmejane            | Direct Énergie              | 3 pts                       |                             |
| 5.º                         | Daniel Martin               | UAE Team Emirates           | 2 pts                       |                             |
| 6.º                         | Fabien Grellier             | Direct Énergie              | 2 pts                       |                             |
| 7.º                         | Marco Minnaard              | Wanty-Groupe Gobert         | 1 pt                        |                             |
| 8.º                         | Yoann Offredo               | Wanty-Groupe Gobert         | 1 pt                        |                             |
| 9.º                         | Kévin Ledanois              | Fortuneo-Samsic             | 1 pt                        |                             |
| 10.º                        | Anthony Perez               | Cofidis, Solutions Crédits  | 1 pt                        |                             |

### Clasificación del mejor joven(Maillot Blanc)
| Clasificación del mejor joven | Clasificación del mejor joven | Clasificación del mejor joven | Clasificación del mejor joven | Clasificación del mejor joven |
| Ciclista                      | Ciclista                      | Equipo                        | Tiempo                        |                               |
| ----------------------------- | ----------------------------- | ----------------------------- | ----------------------------- | ----------------------------- |
| 1.º                           | Søren Kragh Andersen          | Team Sunweb                   | 36 h 09 min 00 s              |                               |
| 2.º                           | Thomas Boudat                 | Direct Énergie                | + 7 min 00 s                  |                               |
| 3.º                           | Pierre Latour                 | AG2R La Mondiale              | + 7 min 37 s                  |                               |
| 4.º                           | Magnus Cort                   | Astana                        | + 8 min 36 s                  |                               |
| 5.º                           | Guillaume Martin              | Wanty-Groupe Gobert           | + 9 min 26 s                  |                               |
| 6.º                           | Stefan Küng                   | BMC Racing Team               | + 12 min 07 s                 |                               |
| 7.º                           | Nils Politt                   | Katusha-Alpecin               | + 12 min 42 s                 |                               |
| 8.º                           | Egan Bernal                   | Team Sky                      | + 16 min 09 s                 |                               |
| 9.º                           | Michael Gogl                  | Trek-Segafredo                | + 20 min 22 s                 |                               |
| 10.º                          | Fernando Gaviria              | Quick-Step Floors             | + 22 min 18 s                 |                               |

### Clasificación por equipos(Classement par Équipe)
| Clasificación por equipos | Clasificación por equipos | Clasificación por equipos | Clasificación por equipos |
| Equipo                    | Equipo                    | Tiempo                    |                           |
| ------------------------- | ------------------------- | ------------------------- | ------------------------- |
| 1.º                       | Quick-Step Floors         | 98 h 48 min 50 s          |                           |
| 2.º                       | Movistar Team             | + 8 s                     |                           |
| 3.º                       | Mitchelton-Scott          | + 1 min 50 s              |                           |
| 4.º                       | Bahrain-Merida            | + 3 min 56 s              |                           |
| 5.º                       | Team Sunweb               | + 4 min 01 s              |                           |
| 6.º                       | BMC Racing Team           | + 5 min 04 s              |                           |
| 7.º                       | Bora-Hansgrohe            | + 5 min 10 s              |                           |
| 8.º                       | Lotto NL-Jumbo            | + 5 min 13 s              |                           |
| 9.º                       | Trek-Segafredo            | + 5 min 36 s              |                           |
| 10.º                      | AG2R La Mondiale          | + 6 min 33 s              |                           |

## Abandonos
- Tony Martin, no tomó la salida por caída con fractura de vértebras el día anterior.[2]
- Richie Porte, por caída con luxación acrónimo-clavicular en el hombro derecho.[3]
- José Joaquín Rojas, por caída con traumatismo en el hombro derecho.[3]